# رايموند أكيرمان
رايموند أكيرمان (بالإنجليزية: Raymond Ackerman)‏ هو شخصية أعمال جنوب أفريقي، ولد في 10 مارس 1931 في جنوب أفريقيا.